# Québec (oraș)
Orașul Québec (în engleză Quebec City, franceză Ville de Québec) este capitala provinciei Québec și reședința regiunii administrative a Capitalei-Naționale (région de la Capitale-Nationale). Este sediul Parlamentului Québecului și pentru principalele instituții ale Statului.

## Prezentare
Orașul Québec este principala aglomerare urbană din estul provinciei cu același nume, și este situat în mijlocul zonei locuite a acesteia, anume pe malul fluviului Sfântul Laurențiu (în franceză Fleuve Saint-Laurent). Este prima așezare cu adevărat fondată în America de Nord. Fiind capitala Noii-Franțe, a Canadei-de-Jos și, pentru o scurtă perioadă (între 1852-1856 și 1859-1866), capitala Provinciei Canada (sau Provincia Unită a Canadei), orașul Québec a fost supranumit, din acest motiv, « la Vieille Capitale » (Vechea Capitală).
Este situat la gura fluviului Sfântul Laurențiu (St Lawrence River/ le fleuve Saint-Laurent), la nord-est de Montreal.
Centrul vechi al orașului, singurul din America de Nord ale cărui ziduri de fortificație dăinuiesc la nord de Mexic, a fost declarat World Heritage Site de UNESCO în 1985.

## Istorie
Începuturile orașului Québec datează din secolul al XVII-lea. În 1608, francezii, sub conducerea lui Samuel de Champlain, au întemeiat o fabrică destinată negoțului cu blănuri și o cetate (pe locul căreia se ridică în prezent catedrala) pe stânca numită Cap Diamant. Între anii 1629 și 1632, Québec s-a regăsit pentru prima dată sub stăpânirea englezilor. 
După recucerirea orașului, Champlain s-a îngrijit să întărească și mai mult fortificațiile și a ridicat fortul Château St-Louis pe o colină de piatră. Pe fundamentele acestuia a fost construit ulterior Château Frontenac, emblema actuală a orașului. 
Negoțul cu blănuri, foarte profitabil, a contribuit la dezvoltarea rapidă a așezării de pe fluviul Sfântul Laurențiu. Negustorii și-au deschis factorii la adăpostul fortului, instituțiile bisericești și regale și-au făcut apariția în oraș, iar Québec a devenit principalul centru al Noii Franțe. 
Québecul, și mai ales stânca abruptă Cap Diamant (care se ridică deasupra vadului îngust al fluviului Sf. Laurențiu), beneficiază de o amplasare ideală din punct de vedere strategic. Aceste împrejurări au făcut ca orașul să capete, în scurt timp, supranumele de Gibraltarul Americii de Nord. În 1660 Québecul a fost iarăși asediat în van de englezi. A intrat în stăpânirea lor abia în 1759. Temându-se de posibile tentative de recucerire a orașului, englezii au extins fortificațiile, printre care și citadela (construită anterior de francezi, fără prea multă convingere) și zidurile de apărare. 
Québecul a înflorit fără întârziere, ajungând una dintre principalele metropole ale continentului american și datorându-și avuția comerțului cu lemn, cereale și mai ales cu blănuri. În 1867 Québecul a devenit capitala Canadei francofone, păstrându-și acest statut până în prezent.

## Cultura

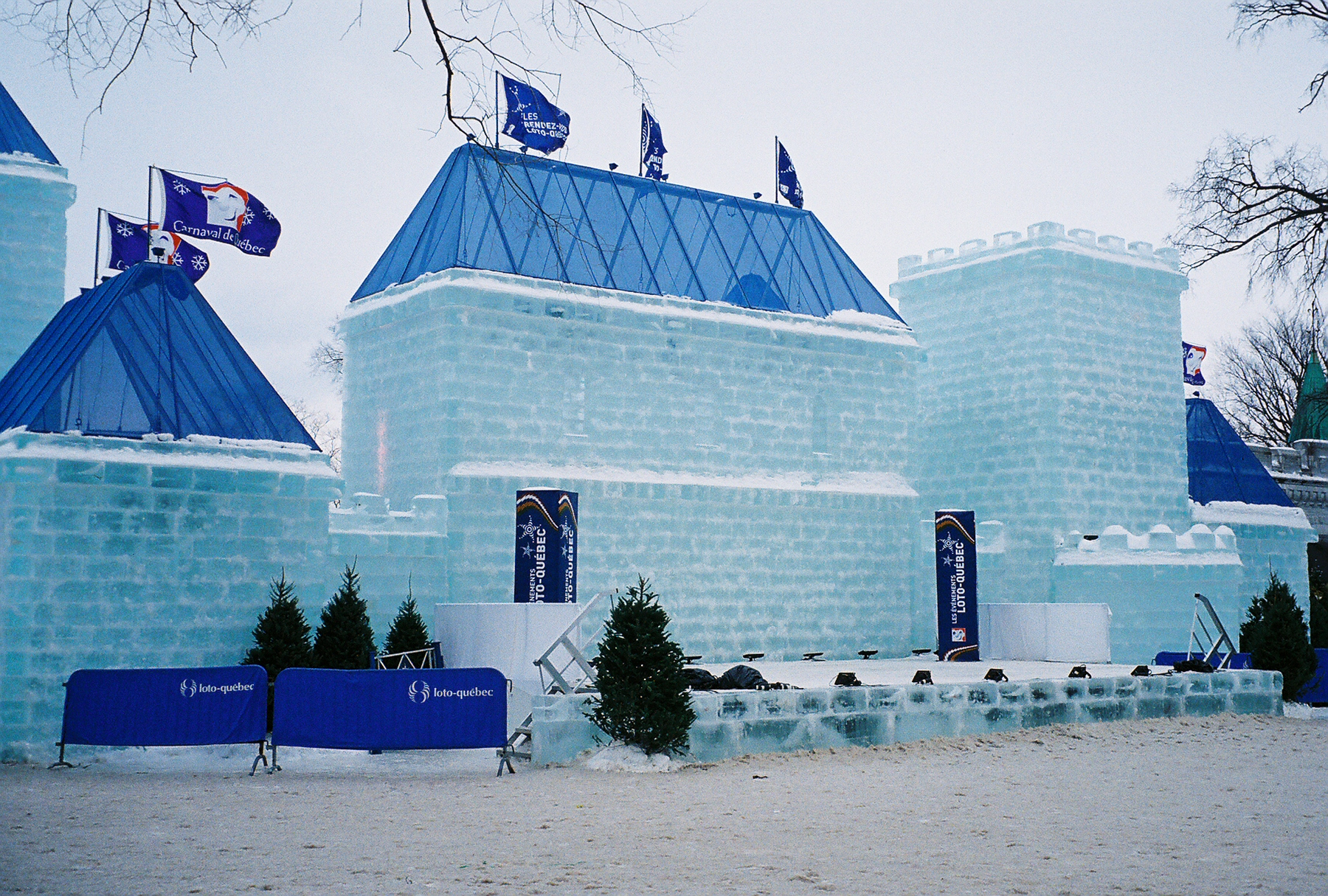
Castel de gheaţă în timpul carnavalului.

Quebec City este cunoscut pentru Carnavalul de Iarnă, festivalul muzical de vară și pentru sărbătoarea Saint-Jean-Baptiste, care este Ziua Națională a provinciei Québec.
Printre atracțiile turistice aflate lângă Quebec City se numără cascada Montmorency, basilica Sainte-Anne-de-Beaupré, stațiunea de sporturi de iarnă Mont-Sainte-Anne și Hotelul de Gheață.
Parc Aquarium du Québec, redeschis în 2002 într-o poziție de unde se vede  fluviul Sfântul Laurențiu, prezintă peste 10.000 de specimene de mamifere, reptile, pești și alte animale acvatice specifice Americii de Nord și Arcticii.
Există mai multe situri istorice, galerii de artă și muzee în Quebec City, cum ar fi Citadelle of Quebec, Musée national des beaux-arts du Québec, Ursulines of Quebec, și Musée de la civilisation.

## Climă
Clima este temperat-continentală. Temperatura medie multianuală este de -12 °C în ianuarie și de +19 °C în iulie. Cantitatea medie multianuală de precipitații este de 1.000 mm.

## Ce merită văzut
Orașul de Sus (castelul Frontenac, piața Place d'Armes, citadela, terasa Dufferin, mănăstirea ursulinelor, catedrala-bazilică Notre-Dame, zidurile de apărare), Orașul de Jos (promenada Rue du Petit-Champlain, biserica Notre-Dame-des-Victories, Muzeul Civilizațiilor), clădirea Hôtel du Parlement du Québec.

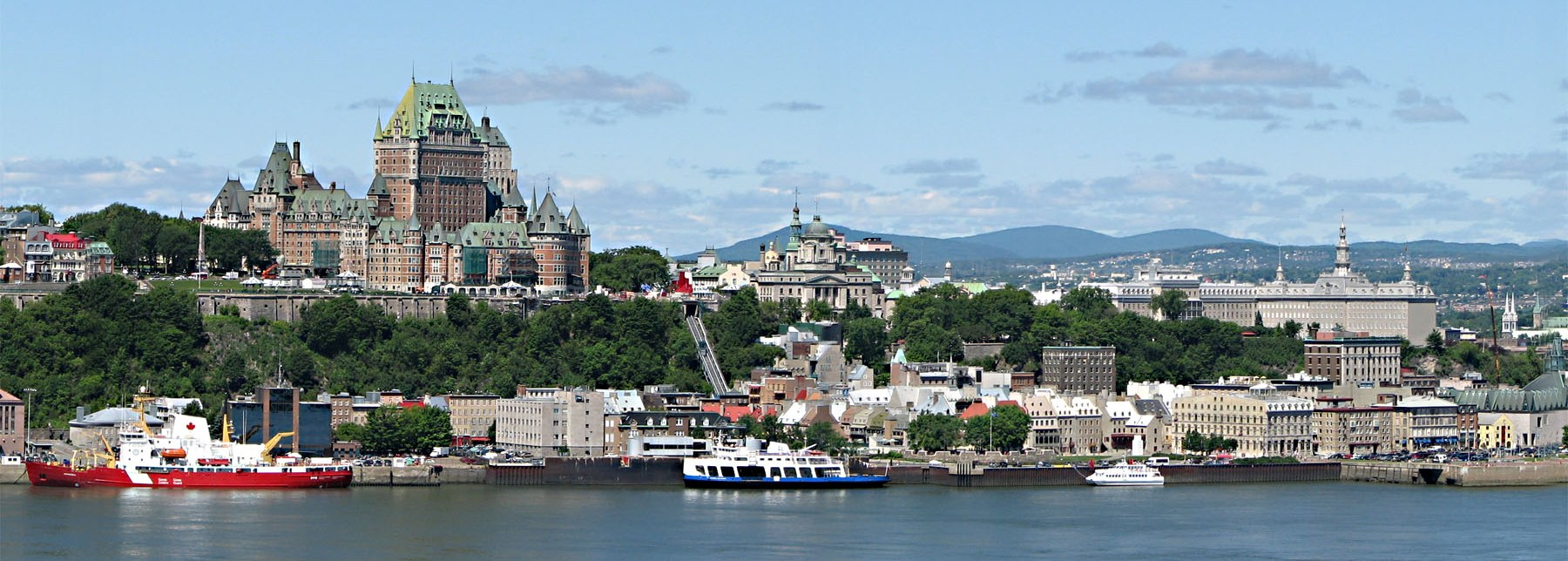
Québec și Château Frontenac văzut din Lévis.